# إدغار رايت
إدغار هوارد رايت (بالإنجليزية: Edgar Howard Wright)‏ (من مواليد 18 أبريل 1974) هو مخرج سينمائي وكاتب سيناريو ومنتج إنجليزي. وهو معروف بأفلامه الساخرة سريعة الخطى والحركية، والتي تتميز بالاستخدام المكثف للموسيقى الشعبية التعبيرية، ولقطات التتبع، والتكبير اللولبي، وأسلوب التحرير الذي يتضمن الانتقالات.
في عام 2004، أخرج رايت الفيلم الكوميدي شون أوف ذا ديد، بطولة بيج وفروست، أول فيلم في ثلاثية رايت التي أتبعها بفيلم الزغب الساخن (2007) وفيلم الكوميديا والخيال العلمي نهاية العالم (2013). في عام 2010، شارك رايت في كتابة وإخراج فيلم الحركة الكوميدي سكوت بيلجرام يواجه العالم، وهو مقتبس من سلسلة الروايات المصورة. شارك رايت وكورنيش في كتابة سيناريو فيلم عالم مارفل السينمائي الرجل النملة في عام 2015، والذي كان ينوي رايت إخراجه لكنه تخلى عنه، نظراً إلى الاختلافات الإبداعية. أخرج مؤخرًا فيلم الحركة بيبي درايفر (2017)، وفيلم الرعب النفسي الليلة الماضية في سوهو (2021).

## النشأة
ولد إدغار هوارد رايت في 18 أبريل 1974 في بول، دورست، ونشأ في الغالب في ويلز في سومرست. التحق بالمدرسة الزرقاء في ويلز من عام 1985 إلى عام 1992، وتم تكريمه بلوحة في المدرسة. لعب مدرس الدراما في مدرسته، بيتر وايلد، دورًا رائعًا في فيلم الزغب الساخن. خلال أواخر الثمانينيات وأوائل التسعينيات، أخرج العديد من الأفلام القصيرة، أولاً على كاميرا سوبر-8 التي كانت هدية من أحد أفراد الأسرة ثم على كاميرا فيديو 8 ملم التي فاز بها في مسابقة في برنامج تلفزيوني.
من عام 1992 إلى 1994، التحق رايت بكلية بورنماوث وبول للفنون والتصميم وحصل على دبلوم في التصميم السمعي البصري. في يونيو 2018، منحت جامعة الفنون بورنماوث رايت الزمالة الفخرية إلى جانب مصممة الجرافيك مارجريت كالفيرت ومصممة الأزياء جيني بيفان والراقصة دارسي بوسيل. عند استلام الجائزة، قال رايت:
| إدغار رايت | يسعدني قبول الزمالة الفخرية من جامعة الفنون بورنماوث، أو كما عرفتها في عام 1992، كلية بورنماوث وبول للفنون والتصميم. ما زلت أفكر باعتزاز شديد في الوقت الذي أمضيته هناك | إدغار رايت |

## مسيرته المهنية

### 2002-1995: الأعمال المبكرة
قدم رايت فيلمه الطويل لأول مرة في عام 1995 بميزانية منخفضة، حفنة من الأصابع، والذي تم بثه على قناة سكاي موفيز الفضائية. على الرغم من استياء رايت من المنتج النهائي، لفت انتباه الكوميديين مات لوكاس وديفيد ويليامز، اللذين اختاراه لاحقًا كمخرج لبرنامج مهروس وبازلاء. خلال هذا الوقت، عمل أيضًا في العديد من برامج بي بي سي. في مقابلة مع الصحفي والمؤلف روبرت ك. إلدر، يعزو رايت أسلوبه الكوميدي الحاد إلى حبه لفيلم مستذئب أمريكي في لندن، حيث قال:
| إدغار رايت | لطالما كنت مفتونًا بأفلام الرعب. وكانت أفلام الرعب تجذبني ودائماً ما كنت أرغب في مشاهدتها وأردت صنعها. وبالمثل، أنا مفتون جدًا بالكوميديا. أفترض أن سبب تغيير هذا الفيلم لحياتي هو أنه في وقت مبكر جدًا من تجربتي في مشاهدة الأفلام، رأيت فيلمًا متطورًا للغاية في لهجته وما تمكّن من تحقيقه. | إدغار رايت |

في عام 1998، كان سيمون بيج وجيسيكا هاينز في المراحل الأولى من تطوير مسلسلهم الهزلي سبايسد وفكروا في أن يكون رايت هو المخرج. أعطى رايت المسلسل أسلوب غير عادي على نوع المسرحيات الهزلية، باستخدام زوايا الكاميرا الدرامية والحركة المقتبسة من اللغة المرئية لأفلام الخيال العلمي وأفلام الرعب.

### 2013-2003: ثلاثية كورنيتو وسكوت بيلجريم
مهد النجاح مسلسل سبايسد الطريق أمام رايت و بيج للانتقال إلى الشاشة الكبيرة مع فيلم شون أوف ذا ديد، وهو فيلم كوميدي زومبي يمزج أسلوب الكوميديا الرومانسية مع كلاسيكيات الرعب. حقق الفيلم نجاحًا نقديًا وماليًا، وساعد تأصيله في السينما الأمريكية على تحقيق نجاح عالمي.
خطط الثنائي لاحقًا لثلاثية من الأفلام الكوميدية البريطانية. أطلق الثنائي على الثلاثية اسم ثلاثية ثري فلافورز كورنيتو بسبب نكتة جارية حول منتج الآيس كريم البريطاني كورنيتو وفعاليته كعلاج لصداع الكحول. أوضح رايت لكلارك كوليس في مقابلة مع إنترتينمنت ويكلي :
| إدغار رايت | لقد وضعنا تلك النكتة في شون أوف ذا ديد حيث يطلب نيك أول شيء كورنيتو في الصباح. عندما كنت في الكلية، كان هذا هو علاجي من صداع الكحول - ربما لا يزال علاج صداع الكحول. ثم وضعناه في الزغب الساخن لأننا اعتقدنا أنه سيكون شيئًا مضحكًا عند تكراره. | إدغار رايت |

الجزء الثاني كان فيلم الإثارة الكوميدي الزغب الساخن. بدأ الإنتاج في مارس 2006 وصدر الفيلم في فبراير 2007 في المملكة المتحدة وأبريل 2007 في الولايات المتحدة. تدور أحداث الفيلم حول شخصية بيج، نيكولاس أنجيل، ضابط الشرطة الذي تم نقله من لندن إلى ريف ساندفورد، حيث تقع أحداث مروعة.
في عام 2010، تم إصدار فيلم سكوت بيلجرام يواجه العالم؛ بميزانية تزيد عن 85 مليون دولار الفيلم، مبني على سلسلة الروايات المصورة سكوت بيلجريم، شارك في كتابته وإنتاجه وإخراجه رايت. حقق الفيلم أرباح تقدر بنصف ميزانيته تقريبًا في شباك التذاكر، على الرغم من الاستقبال النقدي والثناء من زملائه المخرجين مثل كيفن سميث وكوينتين تارانتينو وجيسون رايتمان.
في نوفمبر 2011، فيلم مغامرات تان تان، من إخراج ستيفن سبيلبرغ وإنتاج بيتر جاكسون، تم إصداره. شارك رايت في كتابة الفيلم مع شركاؤه في الكتابة جو كورنيش وستيفن موفات. شارك الفيلم أيضًا سيمون بيج ونيك فروست.

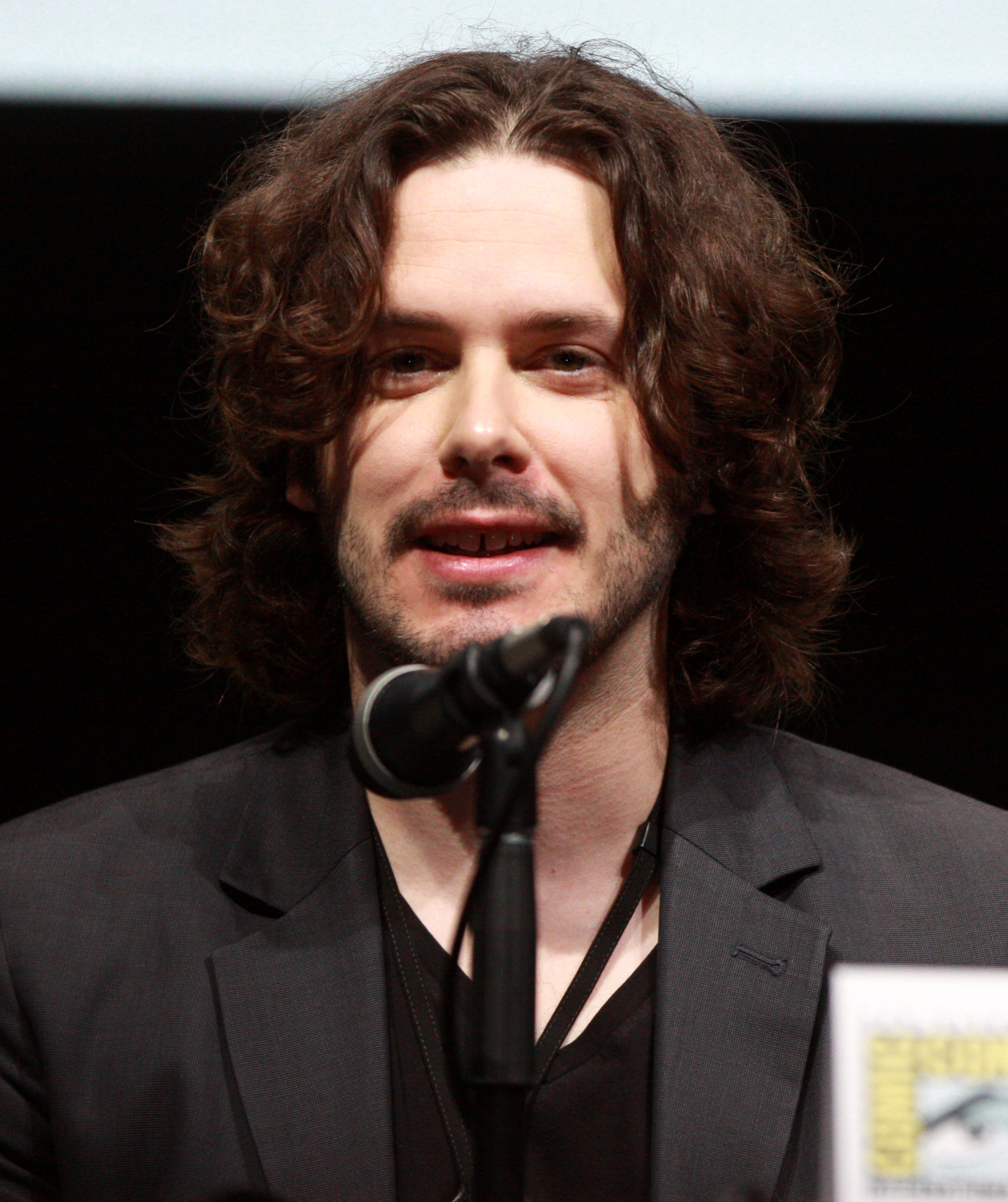
رايت في 2013

تم عرض الجزء الثالث من الثلاثية، نهاية العالم، لأول مرة في لندن في 10 يوليو 2013. يدور الفيلم حول العديد من الأصدقاء الذين لم شملهم عندما قرر أحدهم تكرار لقائهم في حانة قاموا بها قبل 20 عامًا. يتعين عليهم الوصول إلى الحانة دون أن ينتهي بهم الأمر موتي.

### 2017-2014: الرجل النملة وبيبي درايفر
كان رايت يطور فيلمًا لصالح مارفيل مع جو كورنيش منذ عام 2006. ومع ذلك، في 23 مايو 2014، أصدر رايت ومارفل بيانًا مشتركًا أعلنا فيه أن رايت سيخرج من الفيلم بسبب الاختلافات الإبداعية. وفقًا لرايت، تم تعيينه ككاتب ومخرج لكنه أصبح غير سعيد عندما أرادت مارفل سياريو جديد. في عام 2017، قال: 
| إدغار رايت | الإجابة الأكثر دبلوماسية هي أنني أردت صنع فيلم لمارفل لكنني لا أعتقد أنهم أرادوا حقًا صنع فيلم لإدغار رايت ... بعد أن كتبت جميع أفلامي الأخرى، هذا شيء يصعب تجاوزه. فجأة أصبحت مديرًا للتعيين في الفيلم، وبدأت اتساءل عن سبب وجودي هناك ... | إدغار رايت |

تم استبداله ببيتن ريد كمخرج، مع الإيتعانة بـ آدم مكاي وبول رود لإعادة كتابة السيناريو.
في يوليو 2014، أعلن رايت أن فيلمه التالي سيكون بيبي درايفر. الفيلم من بطولة أنسيل إلغورت، وكيفن سبيسي، وليلي جيمس، وإيزا غونزاليس، وجون هام، وجيمي فوكس. بدأ إنتاج الفيلم في 11 فبراير 2016 في أتلانتا، وصدر في 28 يونيو 2017. 

### 2018 إلى الوقت الحاضر: الليلة المضية في سوهو
في يناير 2019، أُعلن أن فيلمه القادم سيكون فيلم رعب وإثارة تدور أحداثه في لندن ومستوحى من أفلام مثل لا تنظر الآن والنفور. في فبراير 2019، تم الكشف عن أن أسم الفيلم سيكون الليلة الماضية في سوهو، من بطولة أنيا تايلور. في فبراير ، انضم مات سميث وتوماسن ماكنزي إلى فريق التمثيل. كان من المقرر عرض الفيلم في 25 سبتمبر 2020  ولكن تم تأجيله إلى 29 أكتوبر 2021 بسبب جائحة فيروس كورونا.

## حياته الشخصية
بدأ إدغار رايت مواعدة الممثلة آنا كيندريك في عام 2009، بعد أن التقيا أثناء تصوير فيلم سكوت بيلجرام يواجه العالم. انفصلا في مارس 2013.

## قائمة أفلامه
| سنة  | فيلم                      | دوره في | دوره في | دوره في       | دوره في |
| سنة  | فيلم                      | مخرج    | كاتب    | (تنفيذي) منتج | ممثل    |
| ---- | ------------------------- | ------- | ------- | ------------- | ------- |
| 1994 | حفنة من الأصابع ‏          | نعم     | نعم     | نعم           | نعم     |
| 2004 | شون أوف ذا ديد            | نعم     | نعم     |               | نعم     |
| 2005 | أرض الموتى                |         |         |               | نعم     |
| 2005 | دليل المسافر إلى المجرة   |         |         |               | نعم     |
| 2007 | الزغب الساخن              | نعم     | نعم     |               | نعم     |
| 2007 | سن أوف رامباو             |         |         |               | نعم     |
| 2010 | سكوت بيلجرام يواجه العالم | نعم     | نعم     | نعم           |         |
| 2011 | أتاك ذا بلوك              |         |         | نعم           |         |
| 2011 | مغامرات تان تان           |         | نعم     |               |         |
| 2011 | بول                       |         | نعم     |               |         |
| 2012 | السائحون                  |         |         | نعم           |         |
| 2013 | نهاية العالم              | نعم     | نعم     |               | نعم     |
| 2015 | الرجل النملة              |         | نعم     | نعم           |         |
| 2017 | بيبي درايفر               | نعم     | نعم     | نعم           |         |
| 2021 | الإخوة سباركس             | نعم     |         | نعم           |         |
| 2021 | الليلة الماضية في سوهو    | نعم     | نعم     | نعم           |         |

## روابط خارجية
- إدغار رايت على موقع IMDb (الإنجليزية)
- إدغار رايت على موقع روتن توميتوز (الإنجليزية)
- إدغار رايت على موقع مونزينجر (الألمانية)
- إدغار رايت على موقع ألو سيني (الفرنسية)
- إدغار رايت على موقع ميوزك برينز (الإنجليزية)
- إدغار رايت على موقع أول موفي (الإنجليزية)
- إدغار رايت على موقع بوكس أوفيس موجو (الإنجليزية)
- إدغار رايت على موقع قاعدة بيانات الأفلام السويدية (السويدية)
- إدغار رايت على موقع إن إن دي بي (الإنجليزية)
- إدغار رايت على موقع قاعدة بيانات الفيلم (الإنجليزية)